# Alfredo Palombi
Alfredo Palombi (Rome, 22 november 1875 – aldaar, 7 mei 1954) was een Italiaans componist, muziekpedagoog, muziektheoreticus en dirigent.

## Levensloop
Na zijn muziekstudie aan de Accademia Nazionale di Santa Cecilia in zijn geboortestad werd hij docent voor harmonie en compositie aan de militaire muziekacademie in Rome. Hij was eveneens docent voor contrapunt, fuga en instrumentatie aan zijn Alma Mater, de Accademia Nazionale di Santa Cecilia. Palombi is auteur van Lezioni di armonia complementare, divise in tre Corsi : I e II Corso (obbligatorio per gl'istrumentisti in genere), een harmonie-leerboek dat na de nieuwe druk in 1947 ook tegenwoordig nog tot het standaardrepertoire aan de Italiaanse conservatoria behoort. 
Hij heeft vele orkestwerken voor het harmonieorkest bewerkt, zoals "Liolà", sinfonia van Giuseppe Mulè (1937); "Vendemmia" van dezelfde componist (1938); "All'armi! Roma chiamò!" van Allessandro Bustini (1938); "X. Legio" van Barbara Giuranna (1938); "Canto di guerra", Griekse rapsodie voor mannenkoor en harmonieorkest van dezelfde componiste (1939); "Stampe della Vecchia Roma" van Renzo Rossellini (1940); "Patria", poema sinfonico : marcia e largo finale van Barbara Giuranna (1941) en "Marcia O. N. D." van Attilio Parelli (1941).
Als componist schreef hij werken voor harmonieorkest, piano en vocale muziek.

## Composities

### Werken voor harmonieorkest
- 1919 America for ever, mars
- 1919 Omaggio alla Francia eroica, Marcia solenne, con Corale
- 1938 Pagine di Guerra (A.O.I.), Miniature sinfoniche
  1. Notte nel deserto
  2. Un volo sulle ambe
  3. Croce solitaria
  4. La marcia su Gondar
- 1938 Suite All'Antica
  1. Preludio e fuga
  2. Aria
  3. Giga
- 1943 Marciam marciam - tekst: Antonio Di Dio
- Album di Melodie
- Fantasia di marce caratteristiche

### Vocale muziek
- 1900 Autunno - Pagina d'album, voor zangstem en piano - tekst: Marco Foa
- Madrigale, voor zangstem en piano

### Werken voor piano
- 1919 Notturno in sol minore
- 1919 Pagina d'album - Danza spagnuola
- 1930 Secundo notturno

## Publicaties
- Lezioni di armonia complementare, divise in tre Corsi : I e II Corso (obbligatorio per gl'istrumentisti in genere),  Roma : Tip. G. Semitecolo, 1916. Reprint: Edizione Fratelli De Santis, 1947.